# Konna (Burkina Faso)
Pour les articles homonymes, voir Konna.
Konna est une commune située dans le département de Kombori de la province de Kossi au Burkina Faso.